# Солвейга Сілкална
Солвейга Сілкална (лат. Solveiga Silkalna; 22 листопада 1970, Мельбурн, Австралія) — латвійська дипломатка. Постійний представник Латвії при Організації Об'єднаних Націй (2005—2008). Радник президента Латвії із закордонних справ. 

## Життєпис
Народилася 22 листопада 1970 року в Мельбурні, Австралія. У 1991 році отримала ступінь бакалавра наук з біології в Університеті Мельбурна, Австралія. У Латвійському університеті вона отримала ступінь магістра у міжнародних відносинах у 1997 р. Вільно володіє латиською та англійською мовами, а також володіє німецькою та французькою мовами.
Два роки до цього була начальником відділу гуманітарних питань МЗС Латвії. Вона була офіцером відділу міжнародних організацій, також у міністерстві (1995—1996), а з 1993 по 1995 рр. була перекладачем в Офісі президента Латвії.
На дипломатичній службі своєї країни вона була заступником постійного представника Латвії при Раді Європи (2000—2001). Вона була першим секретарем представництва Латвії при Європейському Союзі з 1998 по 2000 рік.
До свого нинішнього призначення у 2005 році працювала радником у групі планування політики Міністерства закордонних справ Латвії. З 2002 по 2004 рік була радником прем'єр-міністра Латвії. Була директором Департаменту преси та громадської дипломатії, також у Міністерстві закордонних справ Латвії (2001—2002).
8 червня 2005 року вручила вірчі грамоти Генеральному секретарю ООН Кофі Аннану.